# Sphinctanthus striiflorus
Sphinctanthus striiflorus là một loài thực vật có hoa trong họ Thiến thảo. Loài này được (DC.) Hook.f. ex K.Schum. miêu tả khoa học đầu tiên năm 1889.